# تأريخ زمني

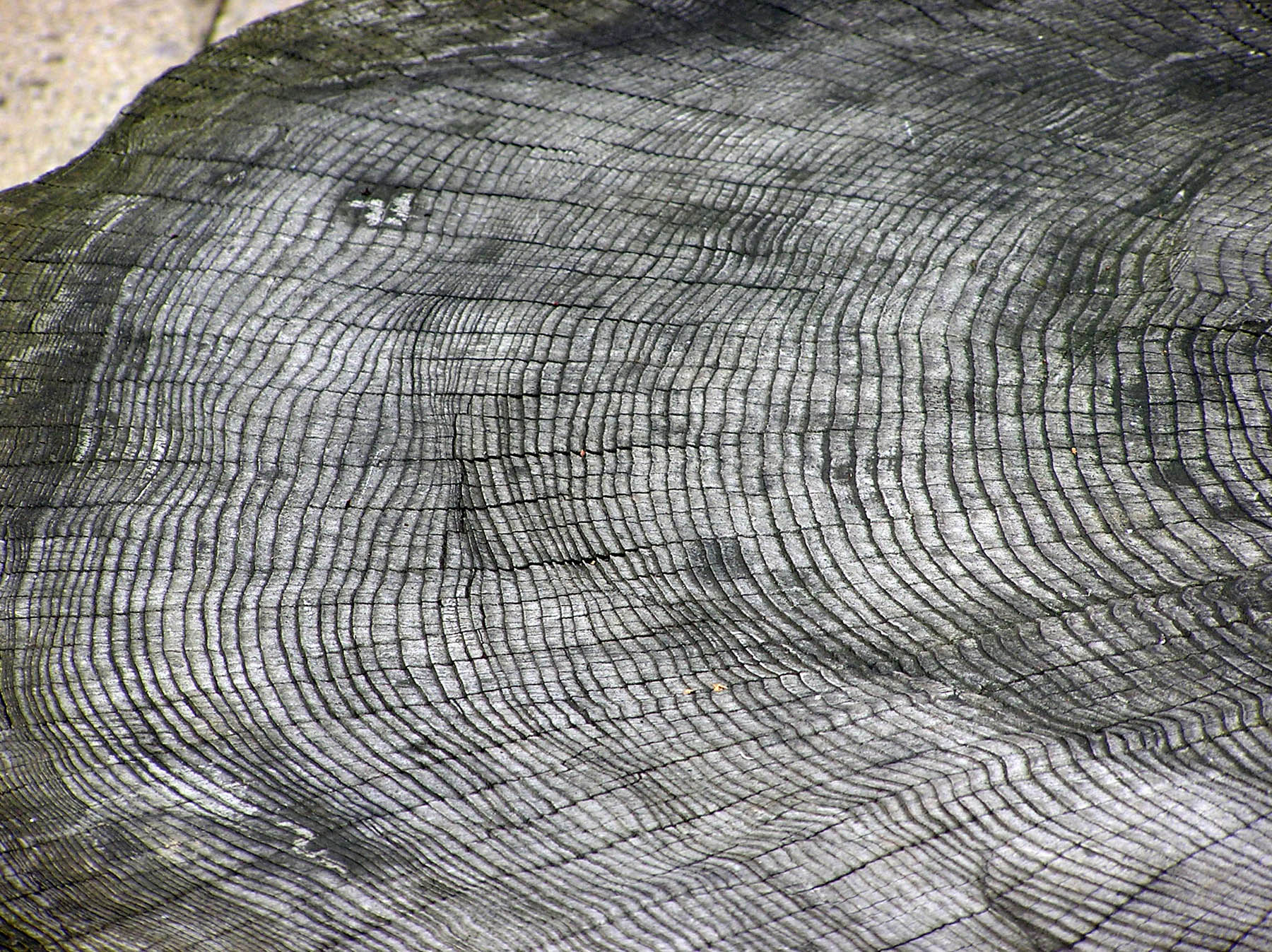
حلقات النمو لنوع غير معروف من الأشجار، في حديقة حيوان بريستول، بريستول، إنجلترا.

التأريخ الزمني أو ببساطة التأريخ، هو عملية نسبة كائن أو حدث ما إلى تاريخ في الماضي، مما يسمح بوضع هذا الكائن أو الحدث في ترتيب زمني  سابق. هذا يتطلب عادة ما يعرف باسم«طريقة التأريخ». توجد العديد من طرق التأريخ، اعتمادا على معايير وتقنيات مختلفة، وبعض الأمثلة المعروفة جيدا من التخصصات التي تستخدم هذه التقنيات هي، على سبيل المثال، التاريخ، علم الآثار، الجولوجيا، علم الأحياء القديمة، علم الفلك وحتى علم الأدلة الجنائية، لأنه في هذا الأخير يكون من الضروري في بعض الأحيان التحقيق من اللحظة التي حدث فيها موت إحدى الجثث في الماضي.

## طرق التأريخ
طرق التأريخ هي الأساليب الأكثر شيوعاً ويتم تصنيفها إلى معيارين: التأريخ النسبي و التأريخ المطلق.

### التأريخ النسبي
التأريخ النسبي لا تستطيع أساليب التأريخ النسبية تحديد العمر المطلق لشيء أو حدث، ولكن يمكنها تحديد استحالة حدوث حدث معين قبل أو بعد حدث آخر يكون تاريخه المطلق معروفًا. في طريقة التأريخ النسبي هذه، تُستخدم عادة المصطلحات باللاتينية quime و quem post للإشارة إلى كل من اللحظات الأقدم والأكثر حداثة عند وقوع الحدث أو ترك قطعة أثرية في الطبقة الأرضية. لكن هذه الطريقة مفيدة أيضًا في العديد من التخصصات الأخرى. يعرف المؤرخون، على سبيل المثال، أن مسرحية شكسبير هنري الخامس لم تكتب قبل عام 1587 لأن مصدر شكسبير الأساسي لكتابة مسرحيته كان الطبعة الثانية من سجلات رفايل هولينشيد، التي لم تنشر حتى عام 1587. وهكذا، 1587 هي فترة ما بعد الحداثة التي يرجع تاريخها إلى مسرحية شكسبير هنري الخامس. هذا يعني أن المسرحية كانت بلا فشل مكتوبة بعد سنة 1587 (باللغة اللاتينية، quem).
يتم تطبيق نفس الآلية الاستقرائية في علم الآثار والجيولوجيا وعلم المتحجرات، بطرق عديدة. على سبيل المثال، في الطبقة التي تعرض صعوبات أو غموضًا في التأريخ المطلق، يمكن استخدام علم الطلع كمرجع نسبي عن طريق دراسة الطلع الموجود في الطبقة. يتم قبول هذا بسبب المؤشر البسيط في أن بعض الأنواع النباتيق، سواء كانت منقرضة أم لا، معروفة جيدا بأنها تنتمي إلى موقف محدد في نطاق الوقت. للحصول على قائمة غير شاملة لأساليب التأريخ النسبي وتطبيقات المواعدة النسبية المستخدمة في الجيولوجيا أو علم المتحجرات أو علم الآثار، انظر ما يلي:
- علاقات القواطع
- مصفوفة هاريس
- قانون الشظايا المشمولة
- قانون التراكب
- مبدأ الأفقية الأصلية
- مبدأ الاستمرارية الجانبية
- مبدأ تعاقب الحياة
- مشتملات منصهرة
- تأريخ بالنيتروجين
- تأريخ بامتصاص الفلورين
- علم التشريح (علم الآثار)
- تأريخ تسلسلي (نوع من المكورات)
- علم الطلع (دراسة الطلع الحديث التأريخ للتأريخ النسبي للطبقات الأثرية، كما تستخدم في علم الأمراض palynology)
- علم الطلع (كما وردت في "Palaeopalynology" ، دراسة الطلع الأحفوري للتاريخ النسبي للطبقات الجيولوجية)
- مورفولوجيا (علم الآثار)
- تبولوجي(علم الآثار)
- Varnish microlamination
- ساعة فولي
- التأريخ بتآكل الرصاص[2][3] (يستخدم حصرا في علم الآثار)
- باليومغناطيسية
- تزمين تفري
- مراحل النظائر البحرية على أساس كمية نسبة نظير الأوكسجين

### التأريخ المطلق
طريقة التأريخ المطلق، باستخدام معايير مرجعية مطلقة، تتضمن بشكل رئيسي طرق التأريخ الإشعاعي.
بعض الأمثلة على كل من طرق التأريخ المطلق الإشعاعي وغير الإشعاعي:
- تأريخ بالحمض الأميني[5][6][7][8]
- Archaeomagnetic dating[9]
- تأريخ بنظائر أرجون-أرجون
- تأريخ بنظائر يورانيوم-رصاص
- تأريخ بنظائر ساماريوم-نيوديميوم
- تأريخ بنظائر بوتاسيوم-أرجون
- تأريخ بنظائر روبيديوم-سترونتيوم
- تأريخ بنظائر يورانيوم-ثوريوم
- تأريخ بالكربون المشع
- تأريخ بالمسار الإنشطاري
- تحفيز التألق بصريا
- تأريخ بالتألق
- تأريخ بواسطة التألق الحراري (نوع من التأريخ بالتألق)
- تأريخ بنظائر يود-زينون
- تأريخ بنظائر رصاص-رصاص
- تأريخ بنسبة الكربون القابلة للتأكسد
- تأريخ بإعادة الهدروكسيدية[10]
- تسلسل زمني للاسمنت (لا يحدد هذا الأسلوب لحظة دقيقة في نطاق الزمن ولكن العمر عند وفاة شخص ميت)
- مطابقة تذبذب
- تاريخ الحجر (يستخدم في علم الآثار فقط)
- تأريخ بترسب المياه السطحية (ينحصر استخدامه في علم الآثار)
- تزمين تفري
- ساعة جزيئية (تستخدم غالبا في علم الوراثة العرقي وعلم الأحياء التطوري)
- علم تحديد أعمار الأشجار
- Herbchronology